# کالت (گروه موسیقی)

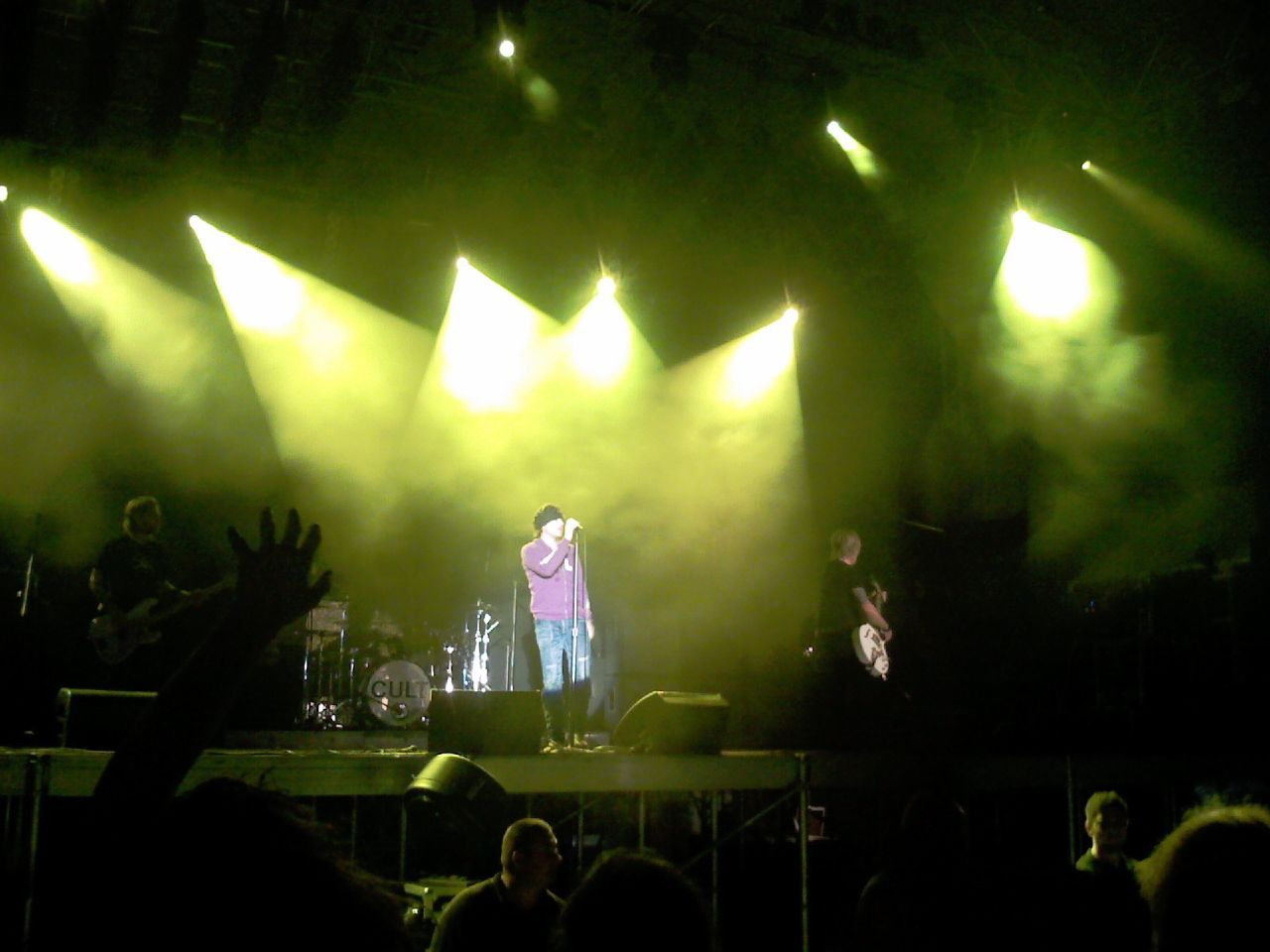

دِ کالت (به انگلیسی: The Cult) نام یک گروه مشهور راک انگلیسی دههٔ ۸۰-۹۰ میلادی است که در سال ۱۹۸۳ پایه‌گذاری شد.
خواننده این گروه یان استبری است.